# کلونوونگتسا ماوا
کلونوونگتسا ماوا (به لهستانی:  Klonownica Mała) یک منطقهٔ مسکونی در لهستان است که در گمینا یانوف پودلاسکی واقع شده‌است. کلونوونگتسا ماوا  ۱۹۰ نفر جمعیت دارد.